# Miss Guatemala 2016
La 62.ª edición del certamen Miss Universe Guatemala, correspondiente al año 2016, se realizó el 28 de agosto de 2016 en el Forum Majadas, Ciudad de Guatemala, Guatemala. Donde Candidatas de 15 Departamentos  compitieron por el título. Al final de evento Jeimmy Aburto, Miss Universe Guatemala 2015 de Ciudad Capital Sur, coronó a  Virginia Argueta de Jutiapa como su sucesora.

## Resultado
| Posiciones                   | Delegada                                                                                   |
| ---------------------------- | ------------------------------------------------------------------------------------------ |
| Miss Universe Guatemala 2016 | - Jutiapa - Virginia Argueta                                                               |
| primera finalista            | - Izabal - Marioly Perdomo                                                                 |
| segunda finalista            | - Santa Rosa - Sofía Alvarado                                                              |
| Semifinalistas               | - Ciudad Capital - Karla Sagastume - Suchitepéquez - Claudia Rivera - Zacapa - Andrea Sosa |

### Premios especiales
| Premio          | Candidata                     |
| --------------- | ----------------------------- |
| Miss Simpatía   | - Escuintla - Nidia Quixchán  |
| Miss Fotogenica | - Santa Rosa - Sofía Alvarado |

## Revelación Histórica
Por primera vez en la historia del certamen solo se hará entrega del título ‹‹Miss Universo Guatemala››.  Esto debido a que la nueva organización encargada de producir el evento no cuenta con la autorización para elegir representantes para el Miss Mundo y el Miss Internacional.

## Candidatas
15 candidatas participaron en Miss Universe Guatemala 2016. 
| Departamento/Municipio    | Candidata                            | Edad | Ciudad Natal        |
| ------------------------- | ------------------------------------ | ---- | ------------------- |
| Baja Verapaz              | Sharon Herrera                       | 25   | Ciudad de Guatemala |
| Ciudad Capital            | Karla María Sagastume Castellanos    | 20   | Ciudad de Guatemala |
| Chiquimula                | Aura Marina Guerra Rodríguez         | 24   | Ciudad de Guatemala |
| Departamento de Guatemala | María José Castillo                  | 18   | Ciudad de Guatemala |
| El Progreso               | María Ruth Chacón Pérez              | 18   | El Jícaro           |
| Escuintla                 | Nidia María Quixchán Pinto           | 18   | Petén               |
| Izabal                    | Mélida Marioly Perdomo Villagrán     | 22   | Puerto Barrios      |
| Jutiapa                   | Virginia Alejandra Argueta Hernández | 21   | Jalpatagua          |
| Quetzaltenango            | Anagladys Jeréz Argueta              | 24   | Quetzaltenango      |
| Retalhuleu                | Katherine González                   | 19   | Ciudad de Guatemala |
| Sacatepéquez              | Sucell Imelda Barrientos Barrera     | 24   | Antigua Guatemala   |
| Santa Rosa                | Jennifer Sofía Alvarado Ortega       | 18   | Barberena           |
| Solola                    | Helen Marleny Ajcot Xatá             | 20   | San Lucas Tolimán   |
| Suchitepéquez             | Claudia Rivera                       | 20   | Mazatenango         |
| Zacapa                    | Andrea Sosa                          | 27   | Ciudad de Guatemala |